# Molekulatömeg
A molekulatömeg egy adott molekula tömege, mely az azt alkotó atomok atomtömegének összegével egyenlő. A molekulatömeg egysége a 12C-izotóp atomtömegének 1/12 része, mely egyenlő 1 daltonnal.

## Relatív molekulatömeg
A relatív molekulatömeg megmutatja, hogy az anyag egy molekulájának átlagos tömege hányszorosa a szén 12-es izotóp atomtömege 1/12 részének.
A relatív molekulatömeg a molekulát felépítő atomok relatív atomtömegéből számolható ki, ennek jele: Mr.